# Die 70er Show
Die 70er Show war eine von Hape Kerkeling moderierte RTL-Fernsehsendung. Sie war die zweite von drei Retro-Shows bei RTL nach der im Vorjahr ausgestrahlten 80er Show.

## Konzept der Sendung
Während der Sendung fand eine Diskussion zwischen dem Moderator und seinen Studiogästen statt. Dabei ging es ausschließlich um die Lebensart der 1970er Jahre, d. h. um die zeittypischen Lebensmittel, Frisuren, Tänze, Musik usw. Dazu sang Hape Kerkeling immer wieder alte Musiktitel nach.
In der Sendung wurden auch 50 Videoclips aus den Siebzigern kurz angespielt. Dabei wurden diverse Menschen in den Clip eingeblendet, die Kommentare zum gerade spielenden Titel oder dessen Interpreten dazwischen sprachen oder auch mitsangen, und das gewöhnlich dissonant und asynchron.

## Liste der Gäste
1. Staffel
1. Sendung – 1970 bis 1972: Hella von Sinnen, Inger Nilsson, Gabi Heier
2. Sendung – 1973 und 1974: Ulla Kock am Brink, Dieter Bohlen, Thomas Anders
3. Sendung – 1975: Birgit Schrowange, Howard Carpendale, Tobias Künzel, Sebastian Krumbiegel
4. Sendung – 1976: Kai Pflaume, Rosi Mittermaier
5. Sendung – 1977: Johannes B. Kerner, Atze Schröder, Scarlet Lubowski
6. Sendung – 1978 und 1979: Otto Waalkes, Désirée Nosbusch, Nina Hagen, Frank Farian, Liz Mitchell

2. Staffel:
1. Sendung: Bastian Pastewka, Olli Dittrich
2. Sendung: Dirk Bach, Gitte Haenning, Frank Elstner
3. Sendung: Rudi Carrell, Jörg Pilawa, Anita Hegerland
4. Sendung: Gabi Köster, Reinhold Beckmann, Udo Lindenberg, Zachi Noy

## Auszeichnungen
- 2003
  - Deutscher Fernsehpreis: Beste Moderation Unterhaltung für Hape Kerkeling
- 2004
  - Bayerischer Fernsehpreis: Hape Kerkeling für die Unterhaltungssendungen Die 70er Show (RTL)
  - Deutscher Comedypreis: Beste Moderation für Hape Kerkeling